# ذا توك
برنامج حواري يستضيف أمهات وأبنائهم ويتم مناقشة الأمهات في المشاكل التي تواجهم في تربية الأولاد ويتم اشتراك جمهور الأستديو والمشاهدين في الحوار. وبعض الأحيان يتم استقبال نجوم السنيما ونجوم التلفاز يعرض منذ عام 2010 على قناة سي بي إس وmbc4

## تقديم
- جولي تشن
- سارة جيلبرت
- شارون أوزبورن

## وصلات خارجية
- ذا توك على موقع IMDb (الإنجليزية)
- ذا توك على موقع ميتاكريتيك (الإنجليزية)
- ذا توك على موقع روتن توميتوز (الإنجليزية)
- ذا توك على موقع كينوبويسك (الروسية)
- ذا توك على موقع قاعدة بيانات الفيلم (الإنجليزية)